# Cerkiew św. Jakuba w Powroźniku
Cerkiew św. Jakuba w Powroźniku – dawna greckokatolicka cerkiew w Powroźniku.
W 2013 roku została wpisana na Listę Światowego Dziedzictwa UNESCO wraz z innymi drewnianymi cerkwiami w Polsce i na Ukrainie. Znajduje się na szlaku architektury drewnianej województwa małopolskiego.

## Historia
Cerkiew w Powroźniku istniała od 1600, jednak z pierwotnego budynku zachowała się jedynie część, wkomponowana w bryłę obecnej cerkwi jako zakrystia. Wygląd współczesnej cerkwi formował się między XVII a XVIII wiekiem, jednak decydującą rolę odegrała przebudowa w 1813. Cerkiew została wówczas przeniesiona z dawnej lokalizacji na miejsce nieco wyższe, ze względu na zagrożenie powodziowe. Następnie świątynię rozbudowano. Po Akcji „Wisła” obiekt został przejęty przez kościół rzymskokatolicki.

## Architektura
Cerkiew w Powróźniku jest cerkwią łemkowską, trójdzielną. Ponad przedsionkiem wznosi się wieża o konstrukcji słupowo-ramowej, z drewnianym hełmem i kutym krzyżem. Na wieży zachował się wykonany w 1615 dzwon. Mniejsza wieża znajduje się ponad nawą, krytą namiotowym dachem. Prezbiterium kryte jest dachem kalenicowym i zwieńczone sygnaturką. Jest ono najstarszą częścią świątyni. Cerkiew, co jest typowe dla najstarszych świątyń łemkowskich, posiada okna jedynie od strony południowej, co ma zarówno podłoże praktyczne (ochrona przed śniegiem i podmuchami wiatru), jak i legendarne (siły zła miały w wierzeniach ludowych nadchodzić z północy).
Ściany i strop zakrystii pokrywa w całości polichromia o złożonej, wieloplanowej kompozycji, datowana na 1607 rok. Centralny motyw stanowi scena Ukrzyżowania, ponad którą znajduje się Duch Święty w postaci gołębicy, zaś na stropie - wizerunek Boga Ojca, całość stanowi zatem wyobrażenie Trójcy Świętej. Poniżej Ukrzyżowania znajduje się Złożenie do grobu. Inne sceny to m.in. Ofiara Abrahama, Mojżesz otrzymujący tablice Dekalogu, Wjazd Chrystusa do Jerozolimy. Kilka mniejszych scen ujętych jest w formę tonda, jak np. Nawiedzenie św. Elżbiety.
Ponadto w cerkwi zachował się osiemnastowieczny ikonostas. Z uwagi na obecne wykorzystanie cerkwi jako kościoła rzymskokatolickiego został on przecięty; pierwotny rząd Deesis i rząd proroków zlokalizowano na wschodniej ścianie nawy, zaś pozostałe ikony zawieszono bezpośrednio na ścianach pomieszczenia ołtarzowego. W świątyni zachowały się również wcześniejsze ikony oraz drzwi diakońskie, dawne części poprzedniego, siedemnastowiecznego ikonostasu. Inne cenne ikony zachowane w budynku to Sąd Ostateczny z 1623 oraz Opłakiwanie Chrystusa z 1646.
Teren świątyni otacza kamienny mur z XX-wiecznymi rzeźbami przedstawiającymi świętych.

## Galeria

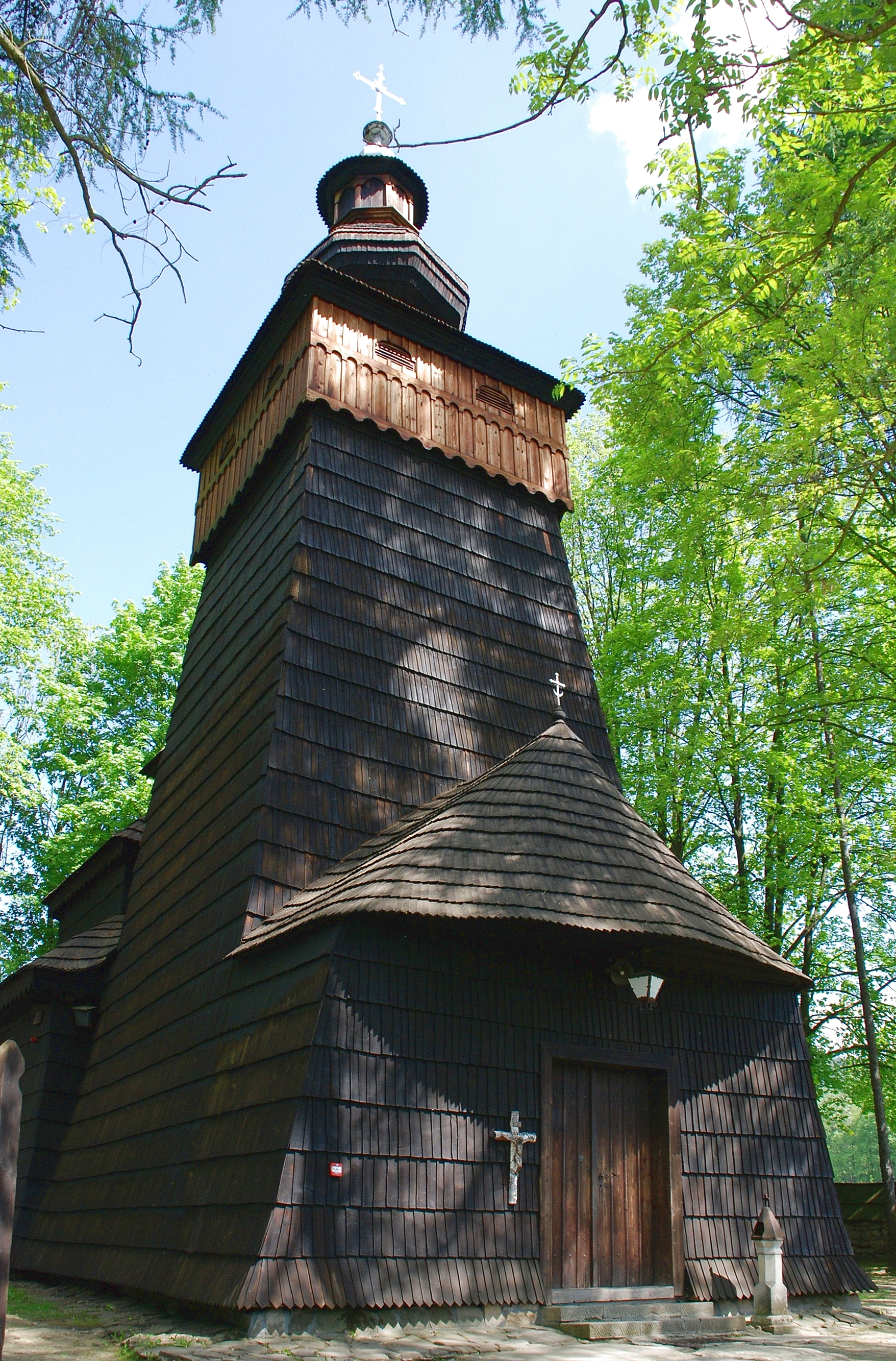
Widok od frontu
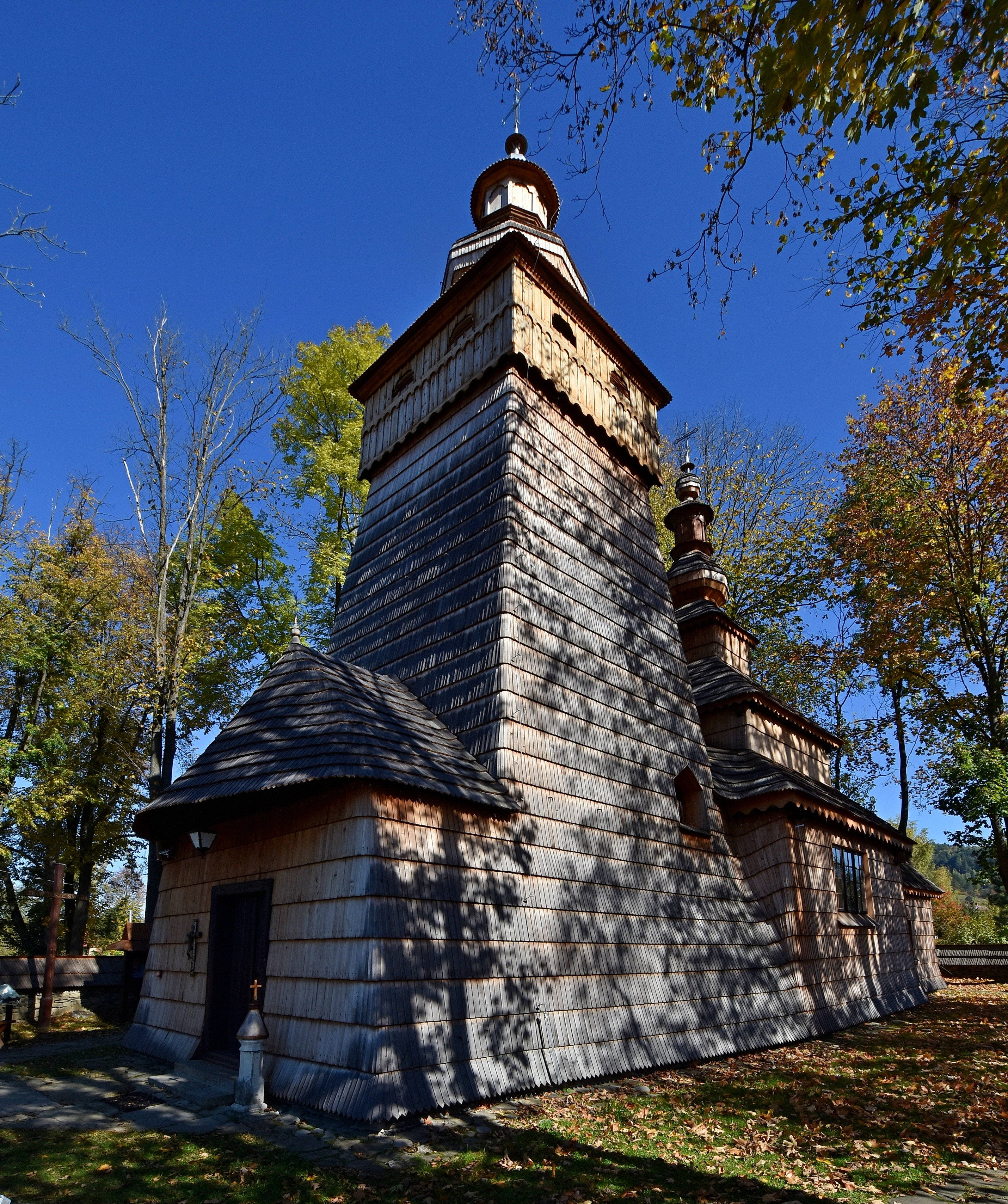
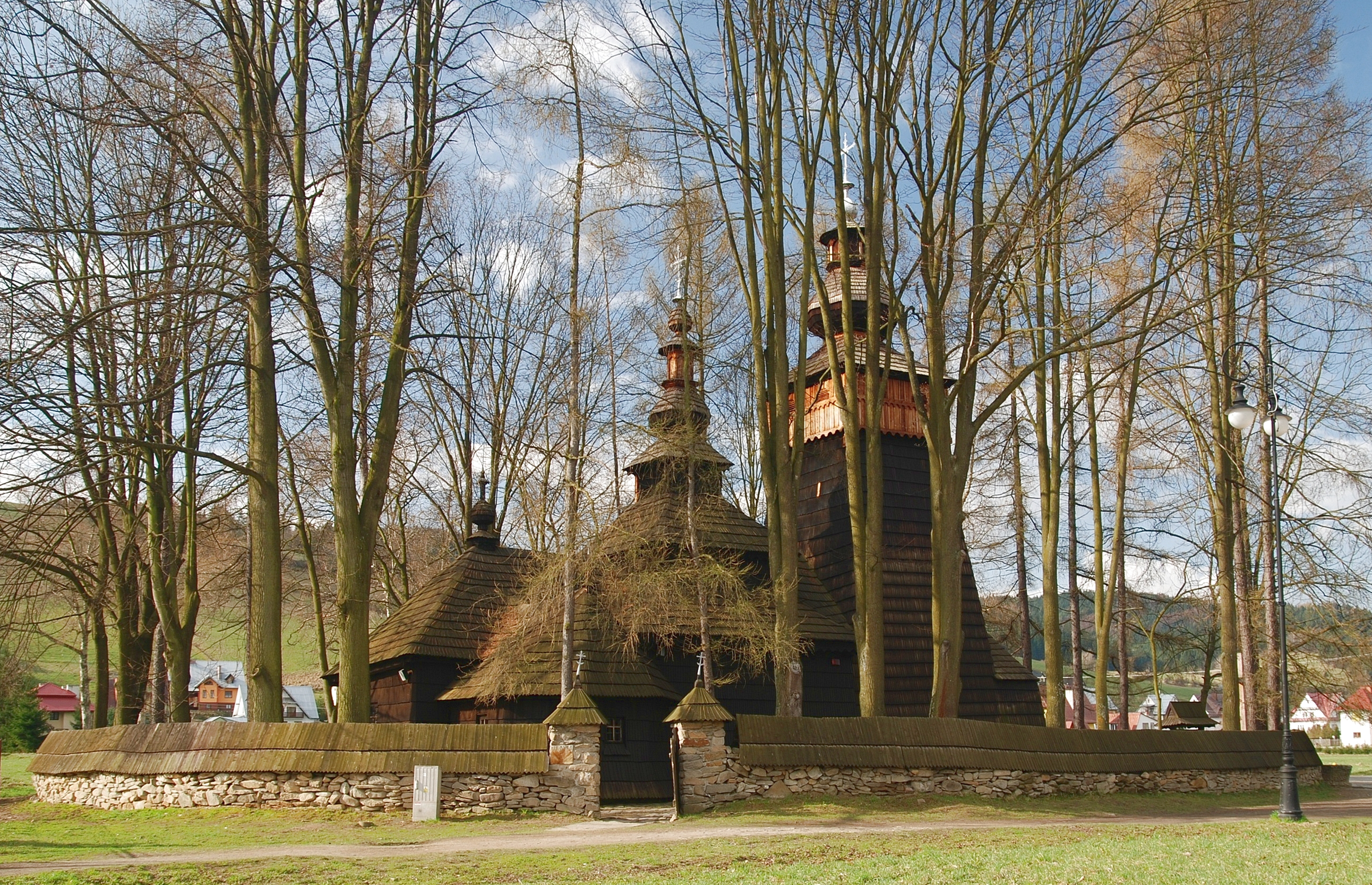
Od północy
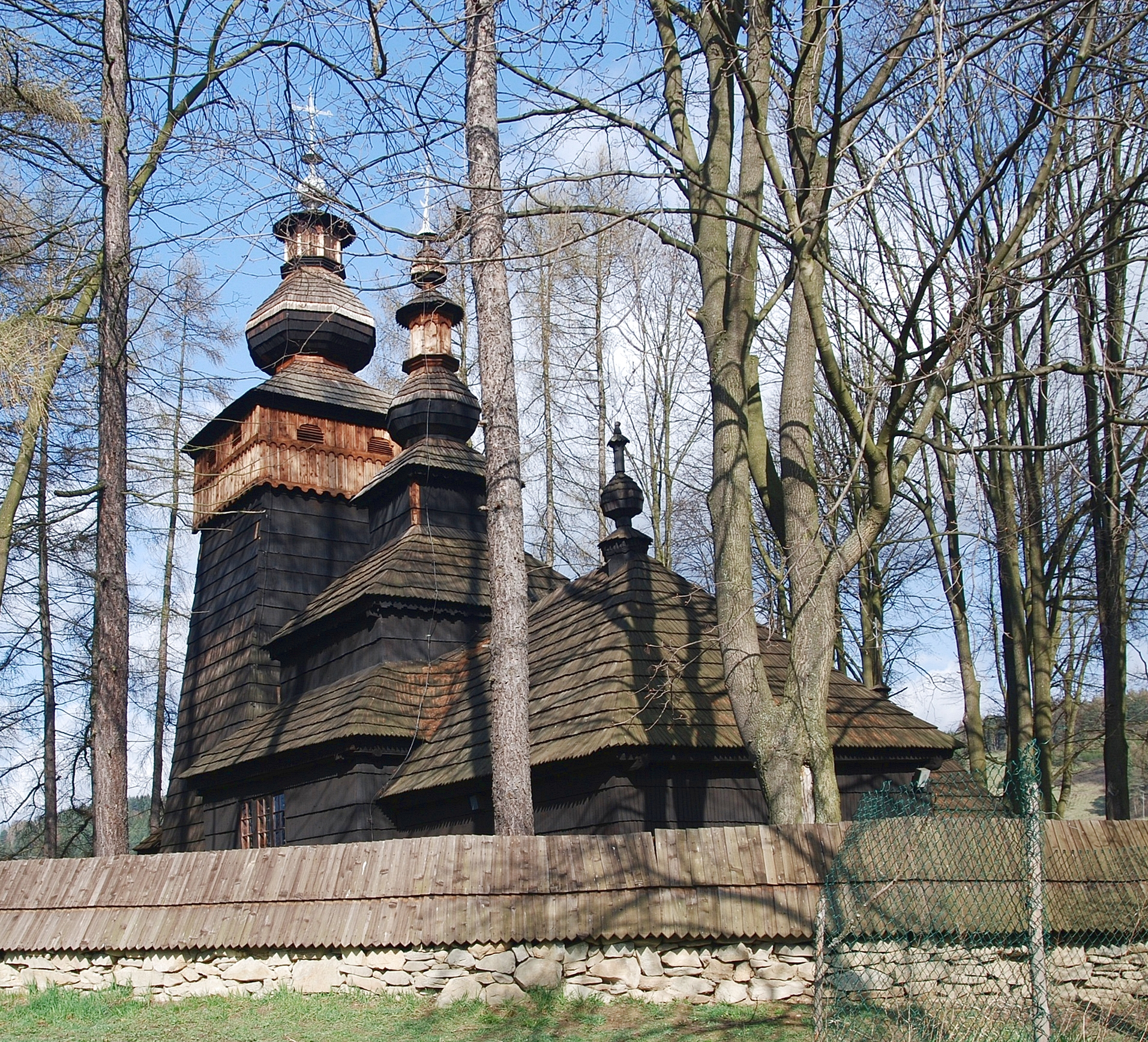
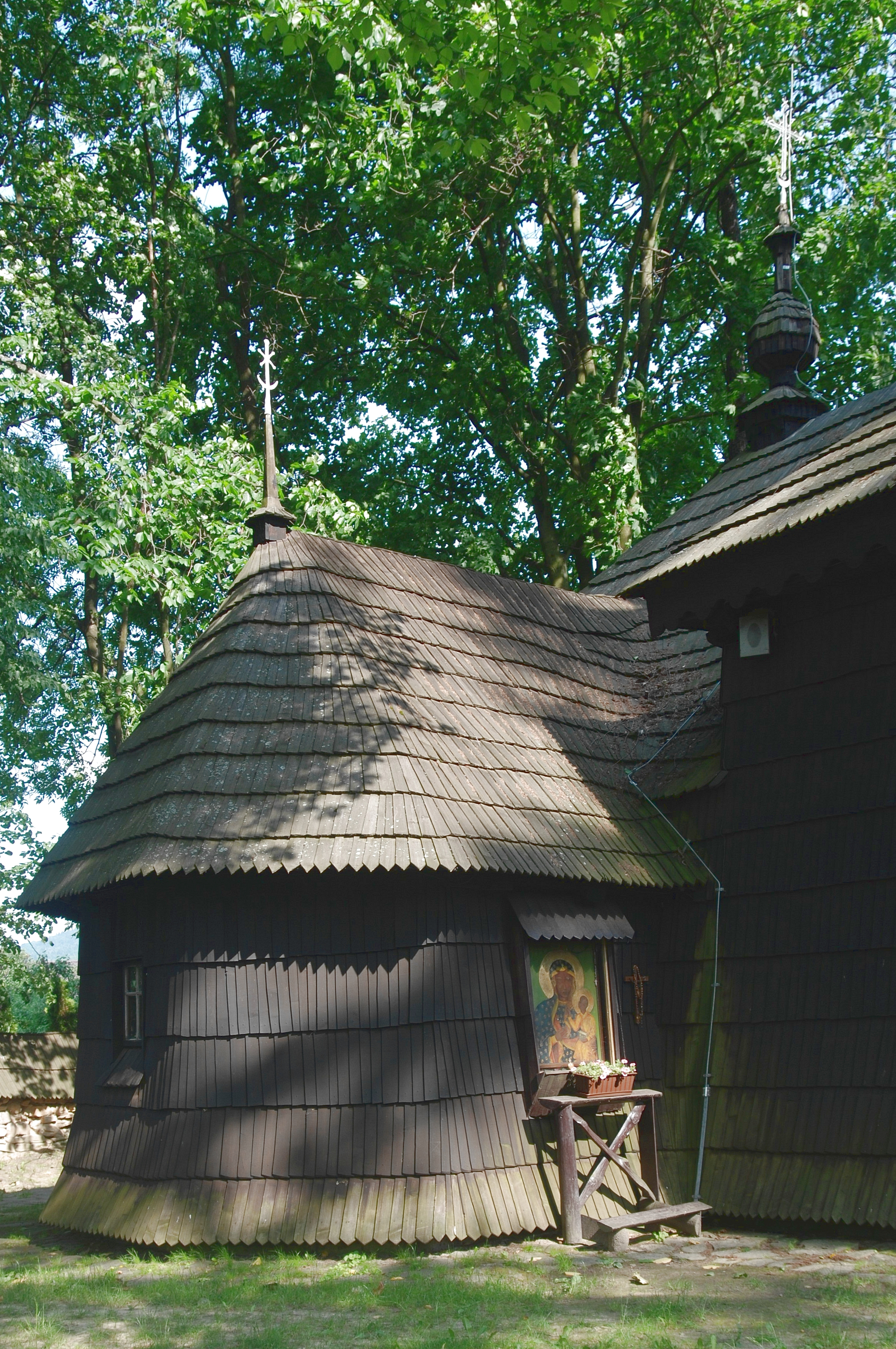
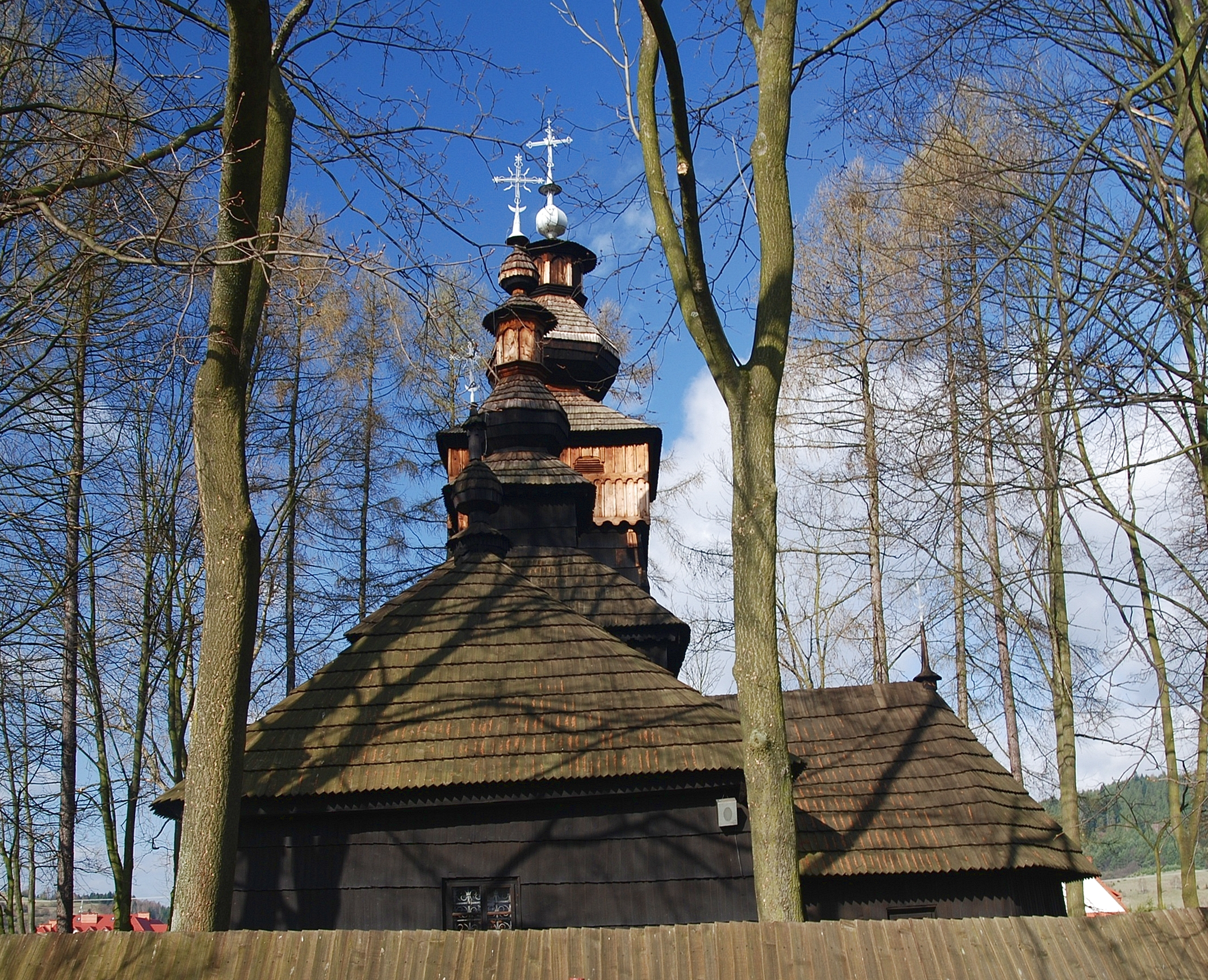
Od strony wschodniej
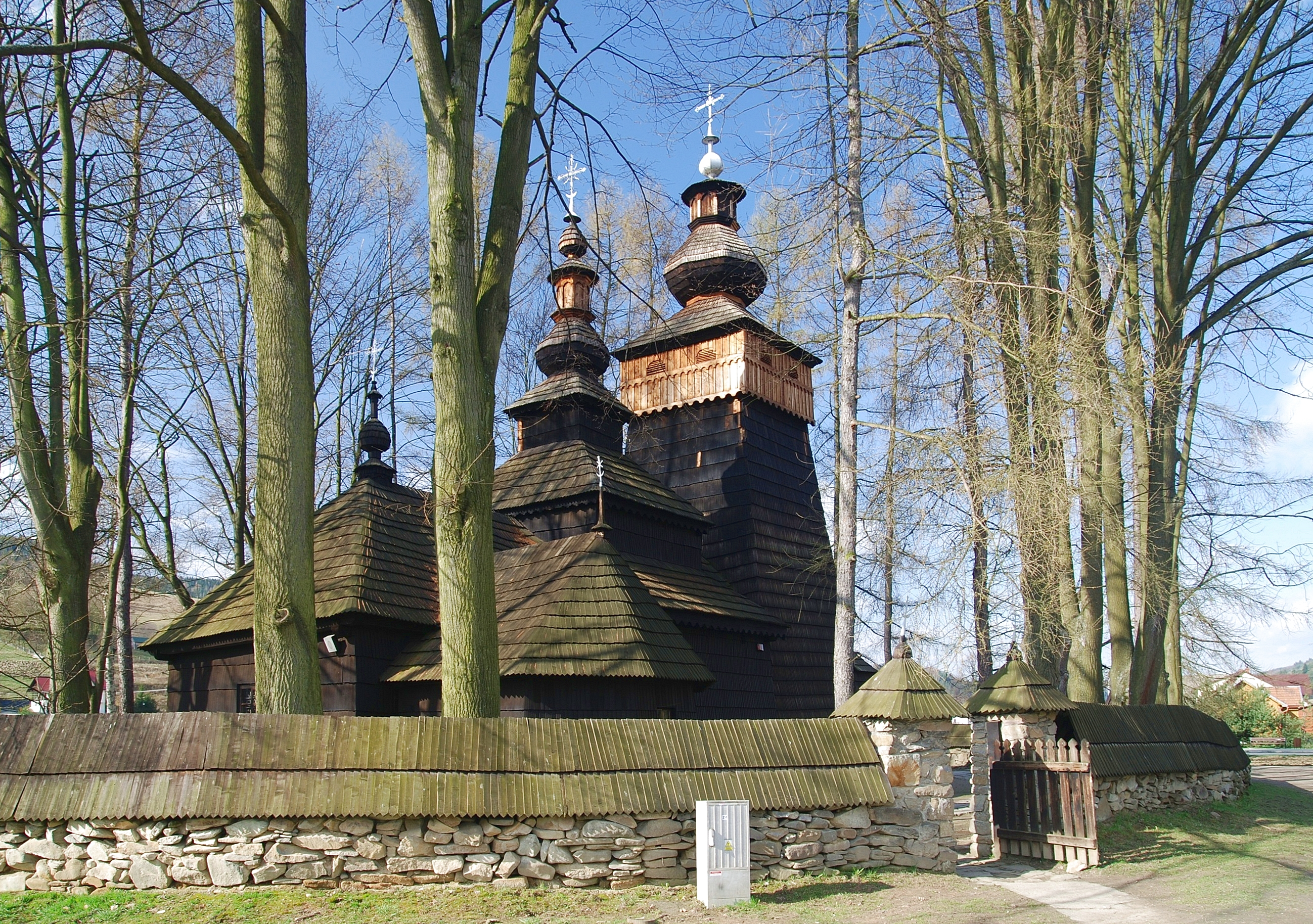
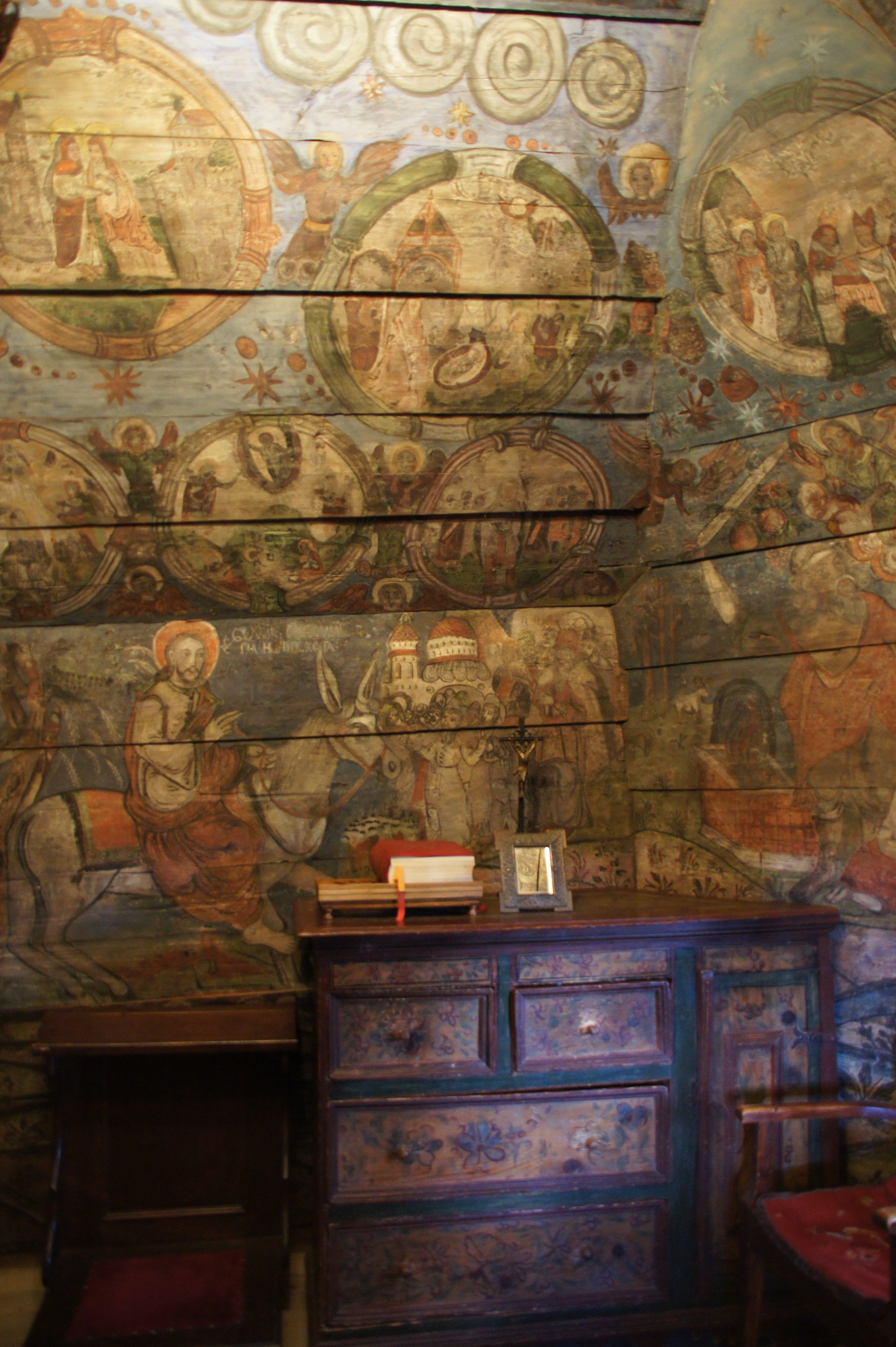
Wnętrze
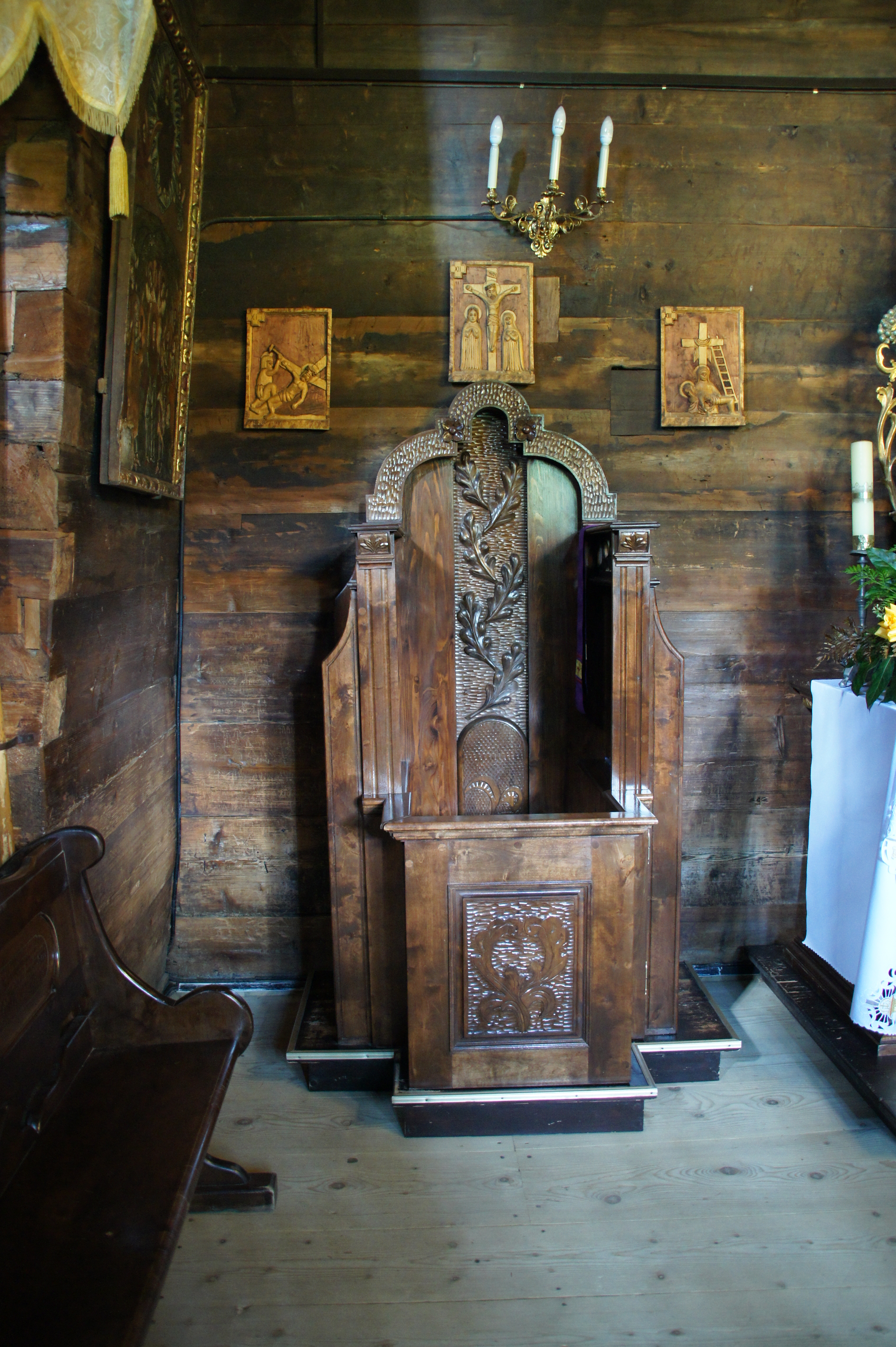
Wnętrze